# Пшибишево (Мазовецьке воєводство)
Пшибишево (пол. Przybyszewo) — село в Польщі, у гміні Реґімін Цехановського повіту Мазовецького воєводства.
Населення — 105 осіб (2011).
У 1975-1998 роках село належало до Цехановського воєводства.

## Демографія
Демографічна структура станом на 31 березня 2011 року:
|          | Загалом | Допрацездатний вік | Працездатний вік | Постпрацездатний вік |
| -------- | ------- | ------------------ | ---------------- | -------------------- |
| Чоловіки | 53      | 11                 | 39               | 3                    |
| Жінки    | 52      | 12                 | 29               | 11                   |
| Разом    | 105     | 23                 | 68               | 14                   |